# Comuna Heroiske, Sakî
Heroiske (în ucraineană Геройське) este o comună în raionul Sakî, Republica Autonomă Crimeea, Ucraina, formată din satele Heroiske (reședința) și Iarke.

## Demografie
Componența lingvistică a comunei Heroiske
     Rusă (58,32%)
     Tătară crimeeană (22,82%)
     Ucraineană (18,03%)
     Alte limbi (0,22%)
Conform recensământului din 2001, majoritatea populației comunei Heroiske era vorbitoare de rusă (58,32%), existând în minoritate și vorbitori de tătară crimeeană (22,82%) și ucraineană (18,03%).